# Posed

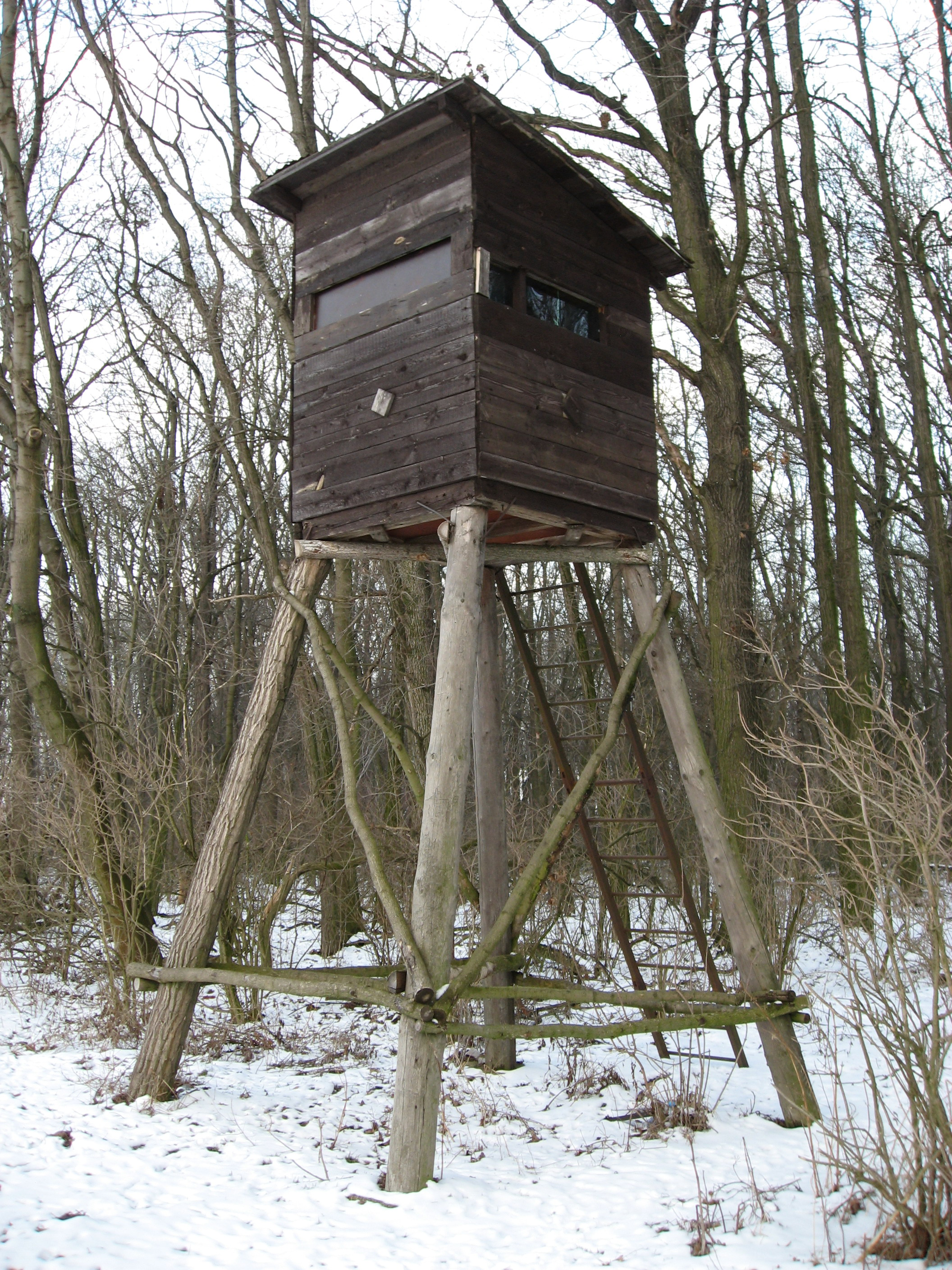
Posed

Posed je pozorovatelna, která slouží k pozorování nebo k lovu lesní zvěře. Jednoduchý posed může být vybudován například na větším listnatém stromě jakožto jednoduchá dřevěná sedačka umístěná ve větvoví a vybavená žebříkem. Složitější posedy mohou mít podobu i samostatně stojící dřevěné stavby, v lesnickém a mysliveckém slangu bývají takovéto samostatně stojící posedy označovány slovem kazatelna. V jednoduchosti lze popsat rozdíl tak, že posed je otevřený, zatímco kazatelna uzavřená.
Posedy se umisťují v místech, kam chodí zvěř pravidelně za potravou na pastvu, například na okrajích lesa, u lesní louky, velké paseky, lesního palouku nebo u pole.

## Speciální typy
- skládací přenosný posed
- mobilní posed, jenž se dá převážet za traktorem jako návěs
- vytápěné na dřevo či propan-butan
- přízemní či zahloubené do úrovně terénu
- neobvyklé typy posedů